# Artapanus
Artapanus est un général perse sous Xerxès Ier. Selon l’Histoire de Perse de Ctésias, Artapanus dirige la première vague perse contre les Spartiates lors de la bataille des Thermopyles en 480 av. J.-C. Bien qu'il ait dirigé une force de 10 000 hommes, ceux-ci furent mis en déroute par les défenseurs spartiates.
Artapanus n'est pas mentionné dans le récit de la bataille par Hérodote.

### Sources antiques
- Ctésias, Persica [détail des éditions], Ve siècle av. J.-C.